# NGC 202
NGC 202 es una galaxia lenticular localizada en la constelación de Piscis.